# Реал Унион
«Реа́л Унио́н» (баск. и исп. Real Unión) — испанский футбольный клуб из города Ирун, в провинции Гипускоа. Клуб основан в 1915 году, гостей принимает на стадионе Галь, вмещающем 5 000 зрителей. «Реал Унион» является четырёхкратным обладателем Кубка Испании.

## История
Клуб был основан в 1915 году в результате слияния «Спортивного клуба Ируна» и «Расинга Ирун», до этого уже выигрывавшего Кубок Испании — в 1913 году.
Клуб был известен как «Клуб Унион Ирун» — до тех пор, пока Альфонсо XIII дал клубу королевское одобрение. Во время Второй Испанской Республики клуб вернулся к старому названию.
«Реал Унион» трижды выигрывал Кубок Короля. Дважды в финалах 1918 и 1924 гг. был обыгран мадридский «Реал» . В 1927 году чёрно-белые обыграли «Аренас» в единственном баскском финале Кубка Испании. В 1922 году в финале проиграли 1:5 «Барселоне».
В 1920 году, когда сборная Испании дебютировала на Олимпийских играх, в олимпийской сборной клуб представляли трое игроков — Эгиасабель, Васкес и Араболаса. Ещё один игрок, Рене Пети, играл на тех же Олимпийских играх в составе сборной Франции. В 1970-х и 80-х в клубе начинали свою карьеру Хавьер Ирурета (игрок «Атлетико» и «Атлетика» из Бильбао, главный тренер «Депортиво») и Роберто Лопес Уфарте (игрок «Реала Сосьедад», «Атлетико», «Бетиса» и сборной Испании).
11 ноября 2008 года в матче 1/16 финала Кубка Испании против мадридского «Реала», «Реал Унион» проиграл на «Сантьяго Бернабеу» 3:4, но прошёл дальше, так как первый матч был выигран 3:2.

## Сезоны по дивизионам
- Примера — 4 сезона
- Сегунда — 10 сезонов
- Сегунда B — 23 сезона
- Терсера — 40 сезонов
- Региональные лиги — 7 сезонов

## Достижения
- Кубок Испании
  -  Обладатель (4): 1912/13 (как Расинг Ирун), 1917/18, 1923/24, 1926/27
  -  Финалист: 1921/22